# Neuil
Neuil est une commune française du département d'Indre-et-Loire, en région Centre-Val de Loire.

## Géographie
| Villaines-les-Rochers | Saché | Thilouze    |
| Avon-les-Roches       | Neuil |             |
| Crissay-sur-Manse     |       | Saint-Épain |

### Hydrographie

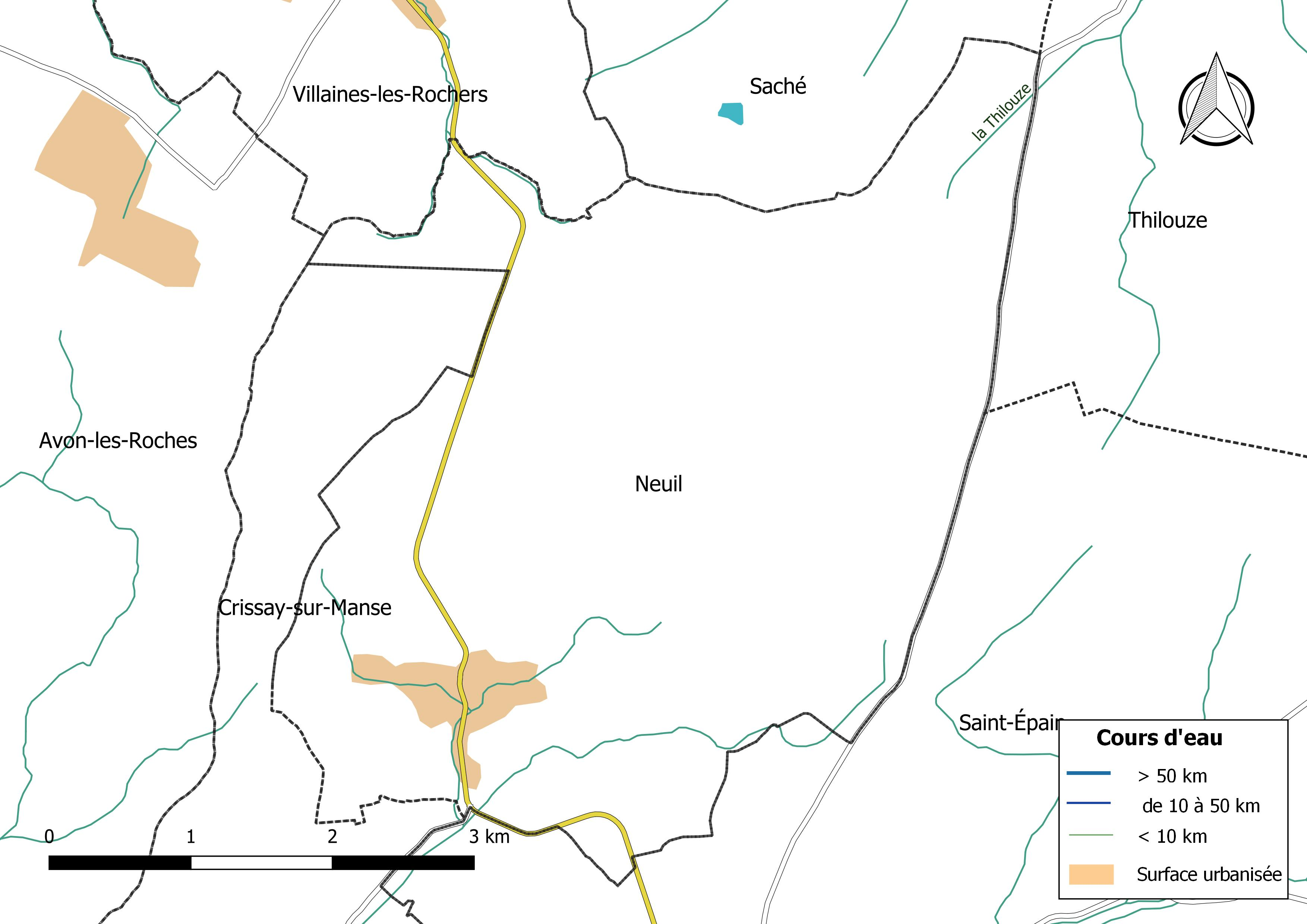
Réseau hydrographique de Neuil.

Le réseau hydrographique communal, d'une longueur totale de 9,85 km, comprend six petits cours d'eau dont la Thilouze (0,994 km), qui traverse le bourg,.

### Climat
Pour des articles plus généraux, voir Climat du Centre-Val de Loire et Climat d'Indre-et-Loire.
En 2010, le climat de la commune est de type climat océanique dégradé des plaines du Centre et du Nord, selon une étude du CNRS s'appuyant sur une série de données couvrant la période 1971-2000. En 2020, Météo-France publie une typologie des climats de la France métropolitaine dans laquelle la commune est exposée à un climat océanique altéré et est dans la région climatique Moyenne vallée de la Loire, caractérisée par une bonne insolation (1 850 h/an) et un été peu pluvieux.
Pour la période 1971-2000, la température annuelle moyenne est de 11,3 °C, avec une amplitude thermique annuelle de 14,7 °C. Le cumul annuel moyen de précipitations est de 703 mm, avec 10,6 jours de précipitations en janvier et 6,4 jours en juillet. Pour la période 1991-2020, la température moyenne annuelle observée sur la station météorologique de Météo-France la plus proche, sur la commune de Saint-Épain à 3 km à vol d'oiseau, est de 12,3 °C et le cumul annuel moyen de précipitations est de 745,6 mm,. Pour l'avenir, les paramètres climatiques de la commune estimés pour 2050 selon différents scénarios d'émission de gaz à effet de serre sont consultables sur un site dédié publié par Météo-France en novembre 2022.

## Urbanisme

### Typologie
Au 1er janvier 2024, Neuil est catégorisée commune rurale à habitat dispersé, selon la nouvelle grille communale de densité à sept niveaux définie par l'Insee en 2022.
Elle est située hors unité urbaine. Par ailleurs la commune fait partie de l'aire d'attraction de Tours, dont elle est une commune de la couronne,. Cette aire, qui regroupe 162 communes, est catégorisée dans les aires de 200 000 à moins de 700 000 habitants,.

### Occupation des sols
L'occupation des sols de la commune, telle qu'elle ressort de la base de données européenne d’occupation biophysique des sols Corine Land Cover (CLC), est marquée par l'importance des territoires agricoles (66 % en 2018), une proportion identique à celle de 1990 (66 %). La répartition détaillée en 2018 est la suivante : 
terres arables (41,5 %), forêts (31,3 %), prairies (16,7 %), zones agricoles hétérogènes (7,7 %), zones urbanisées (2,8 %). L'évolution de l’occupation des sols de la commune et de ses infrastructures peut être observée sur les différentes représentations cartographiques du territoire : la carte de Cassini (XVIIIe siècle), la carte d'état-major (1820-1866) et les cartes ou photos aériennes de l'IGN pour la période actuelle (1950 à aujourd'hui).

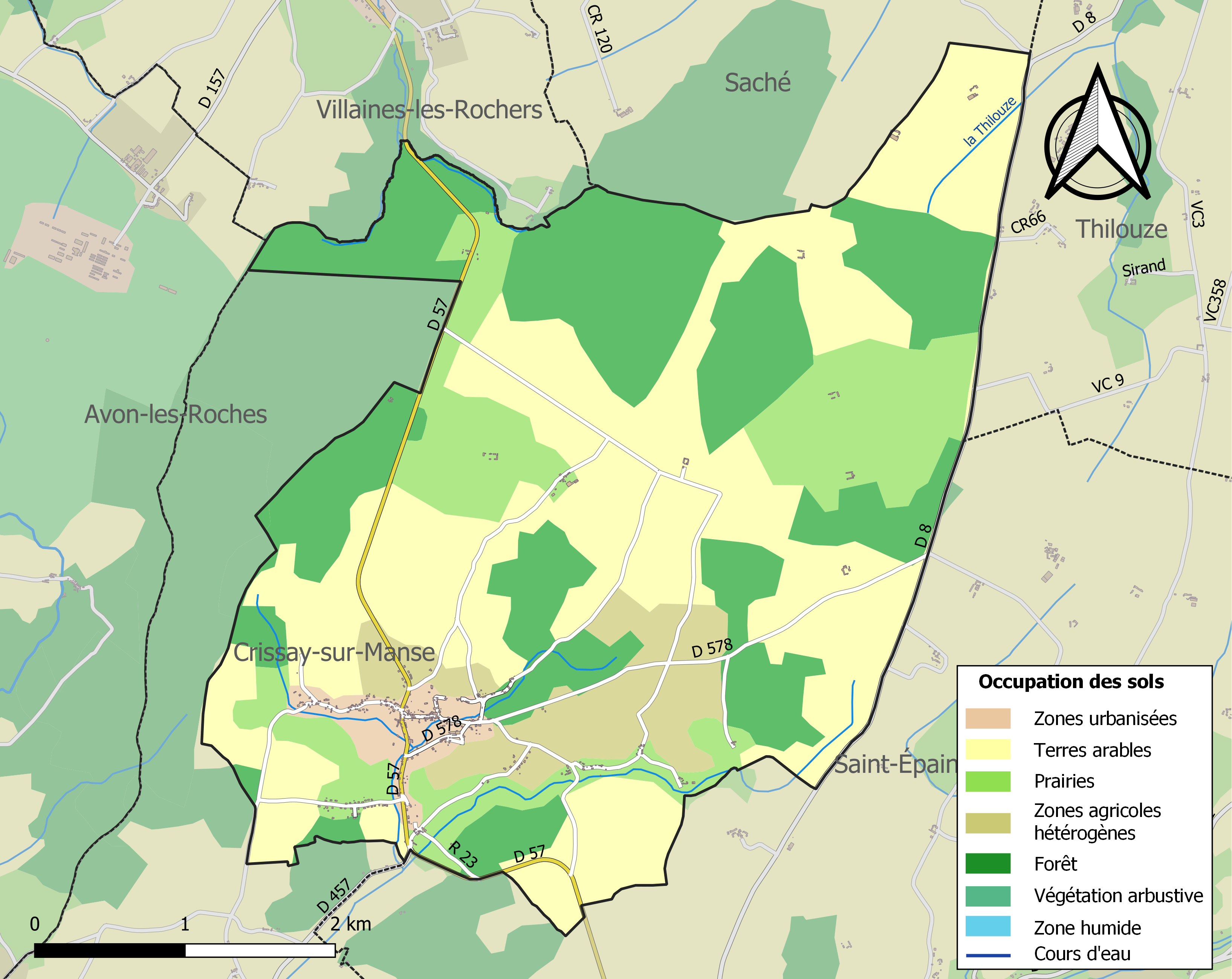
Carte des infrastructures et de l'occupation des sols de la commune en 2018 (CLC).

### Risques majeurs
Le territoire de la commune de Neuil est vulnérable à différents aléas naturels : météorologiques (tempête, orage, neige, grand froid, canicule ou sécheresse), feux de forêts et séisme (sismicité faible). Un site publié par le BRGM permet d'évaluer simplement et rapidement les risques d'un bien localisé soit par son adresse soit par le numéro de sa parcelle.
Pour anticiper une remontée des risques de feux de forêt et de végétation vers le nord de la France en lien avec le dérèglement climatique, les services de l’État en région Centre-Val de Loire (DREAL, DRAAF, DDT) avec les SDIS ont réalisé en 2021 un atlas régional du risque de feux de forêt, permettant d’améliorer la connaissance sur les massifs les plus exposés. La commune, étant pour partie dans le massif de Chinon, est classée au niveau de risque 1, sur une échelle qui en comporte quatre (1 étant le niveau maximal).

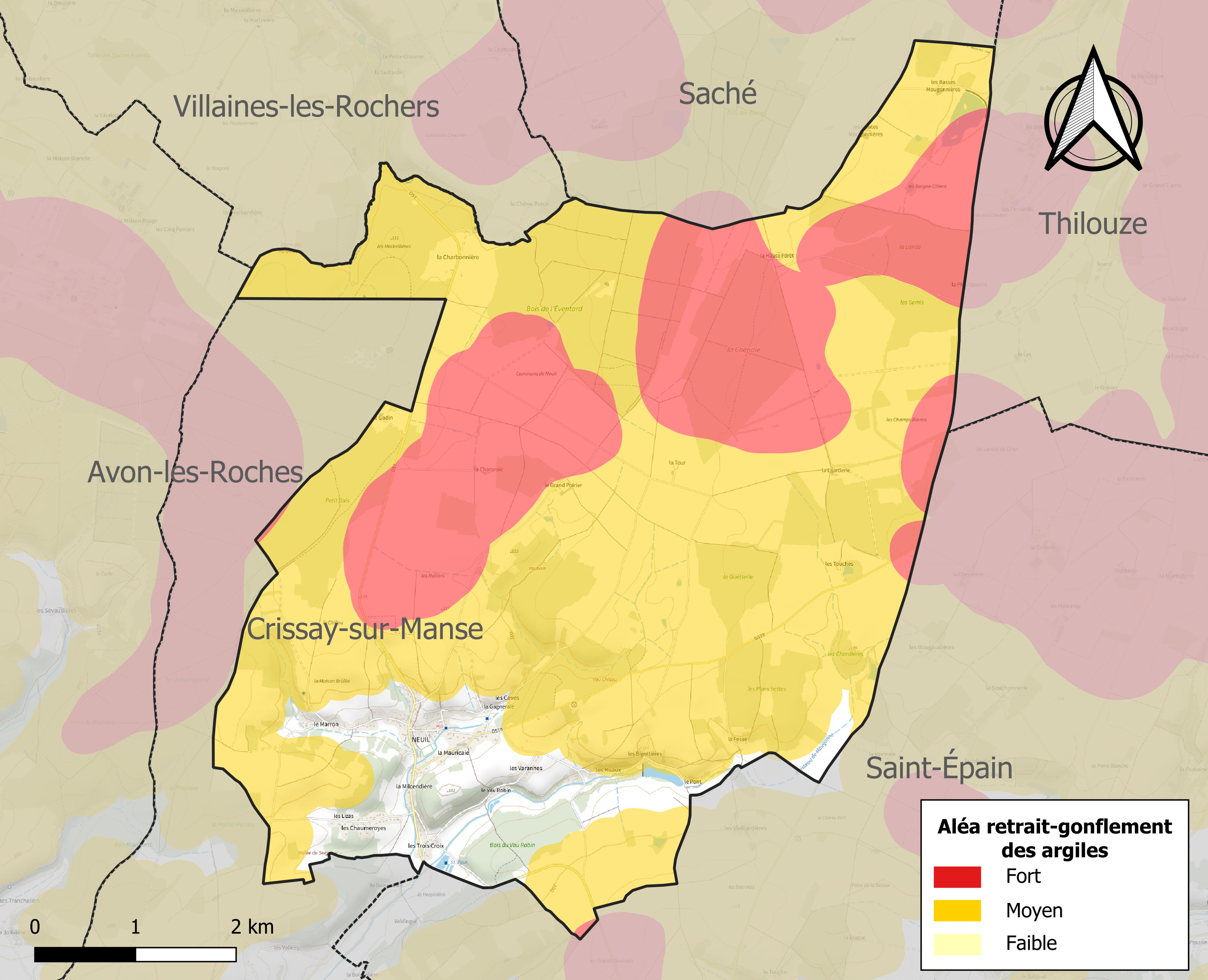
Carte des zones d'aléa retrait-gonflement des sols argileux de Neuil.

Le retrait-gonflement des sols argileux est susceptible d'engendrer des dommages importants aux bâtiments en cas d’alternance de périodes de sécheresse et de pluie. 89,1 % de la superficie communale est en aléa moyen ou fort (90,2 % au niveau départemental et 48,5 % au niveau national). Sur les 228 bâtiments dénombrés sur la commune en 2019, 38 sont en aléa moyen ou fort, soit 17 %, à comparer aux 91 % au niveau départemental et 54 % au niveau national. Une cartographie de l'exposition du territoire national au retrait gonflement des sols argileux est disponible sur le site du BRGM,.
Concernant les mouvements de terrains, la commune a été reconnue en état de catastrophe naturelle au titre des dommages causés par la sécheresse en 2003 et par des mouvements de terrain en 1999.

## Toponymie
Bas latin novoialo/novialo, du gaulois novio = nouveau, et ialo = clairière, champ défriché dans la forêt : nouveau champ par défrichement et mise en culture d’une clairière.
Nuel, début XIIIe s. (Cartulaire de l’archevêché de Tours, t. 2, p. 312, Livre de Eschequete, charte 312) ; Nueil, 8 juin 1367 (cartulaire de l’archevêché de Tours,t. 2, p. 155, charte 245) ; Nueil sous Faye, Neuil sous Crissé, XVIIe s. ; Nueil, XVIIIe s. (carte de Cassini) ; La commune de Nué, 11 floréal an 12 (acte Odoux-Luynes) ; Nueil, 1827 (cadastre).

## Histoire
Succursale de Crissay-sur-Manse érigée en paroisse en 1540 (Archives Départementales d'Indre-et-Loire-G 16).

## Politique et administration

### Liste des maires

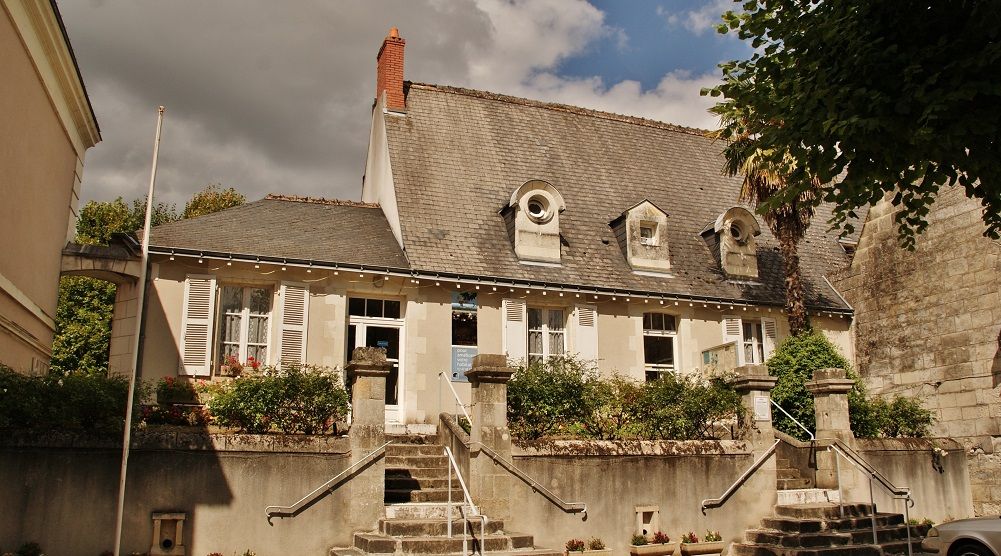
La mairie de Neuil.

| Période                                  | Période  | Identité         | Étiquette | Qualité |
| ---------------------------------------- | -------- | ---------------- | --------- | ------- |
| mars 2001                                | En cours | Natalie Sennegon | UMP-LR    |         |
| Les données manquantes sont à compléter. |          |                  |           |         |

### Tendances politiques
| Scrutin             | Scrutin             | 1er tour | 1er tour | 1er tour | 1er tour | 1er tour | 1er tour | 1er tour | 1er tour | 1er tour | 1er tour | 1er tour | 1er tour | 2d tour | 2d tour  | 2d tour | 2d tour | 2d tour | 2d tour |
| Scrutin             | Scrutin             | 1er      | 1er      | %        | 2e       | 2e       | %        | 3e       | 3e       | %        | 4e       | 4e       | %        | 1er     | 1er      | %       | 2e      | 2e      | %       |
| ------------------- | ------------------- | -------- | -------- | -------- | -------- | -------- | -------- | -------- | -------- | -------- | -------- | -------- | -------- | ------- | -------- | ------- | ------- | ------- | ------- |
| Présidentielle 2017 | Présidentielle 2017 |          | FN       | 27,69    |          | EM       | 19,62    |          | LFI      | 19,62    |          | LR       | 15,38    |         | EM       | 55,25   |         | FN      | 44,75   |
| Présidentielle 2022 | Présidentielle 2022 |          | RN       | 34,19    |          | LREM     | 20,59    |          | LFI      | 18,01    |          | REC      | 6,25     |         | RN       | 52,96   |         | LREM    | 47,04   |
| Législatives 2022   | 4e                  |          | RN       | 33,33    |          | RE-Ens   | 21,54    |          | PS-Nupes | 26,67    |          | LR       | 6,15     |         | PS-Nupes | 52,63   |         | RE-Ens  | 47,37   |
| Législatives 2024   | 4e                  |          | RN       | 44,62    |          | PS-NFP   | 26,29    |          | RE-Ens   | 20,72    |          | LR       | 8,37     |         | RN       | 54,98   |         | PS-NFP  | 45,02   |

## Population et société

### Démographie
L'évolution du nombre d'habitants est connue à travers les recensements de la population effectués dans la commune depuis 1793. Pour les communes de moins de 10 000 habitants, une enquête de recensement portant sur toute la population est réalisée tous les cinq ans, les populations de référence des années intermédiaires étant quant à elles estimées par interpolation ou extrapolation. Pour la commune, le premier recensement exhaustif entrant dans le cadre du nouveau dispositif a été réalisé en 2008.

En 2022, la commune comptait 424 habitants, en évolution de −3,2 % par rapport à 2016 (Indre-et-Loire : +1,67 %, France hors Mayotte : +2,11 %).
| 1793 | 1800 | 1806 | 1821 | 1831 | 1836 | 1841 | 1846 | 1851 |
| ---- | ---- | ---- | ---- | ---- | ---- | ---- | ---- | ---- |
| 474  | 508  | 549  | 526  | 409  | 508  | 480  | 490  | 464  |

| 1856 | 1861 | 1866 | 1872 | 1876 | 1881 | 1886 | 1891 | 1896 |
| ---- | ---- | ---- | ---- | ---- | ---- | ---- | ---- | ---- |
| 446  | 431  | 439  | 428  | 446  | 434  | 449  | 426  | 427  |

| 1901 | 1906 | 1911 | 1921 | 1926 | 1931 | 1936 | 1946 | 1954 |
| ---- | ---- | ---- | ---- | ---- | ---- | ---- | ---- | ---- |
| 423  | 435  | 458  | 395  | 372  | 352  | 381  | 363  | 405  |

| 1962 | 1968 | 1975 | 1982 | 1990 | 1999 | 2006 | 2008 | 2013 |
| ---- | ---- | ---- | ---- | ---- | ---- | ---- | ---- | ---- |
| 405  | 393  | 361  | 331  | 358  | 369  | 419  | 433  | 442  |

| 2018 | 2022 | - | - | - | - | - | - | - |
| ---- | ---- | - | - | - | - | - | - | - |
| 442  | 424  | - | - | - | - | - | - | - |

### Enseignement
Neuil se situe dans l'Académie d'Orléans-Tours (Zone B) et dans la circonscription de Chinon.
L'école élémentaire accueille les élèves de la commune.

## Culture locale et patrimoine

### Lieux et monuments

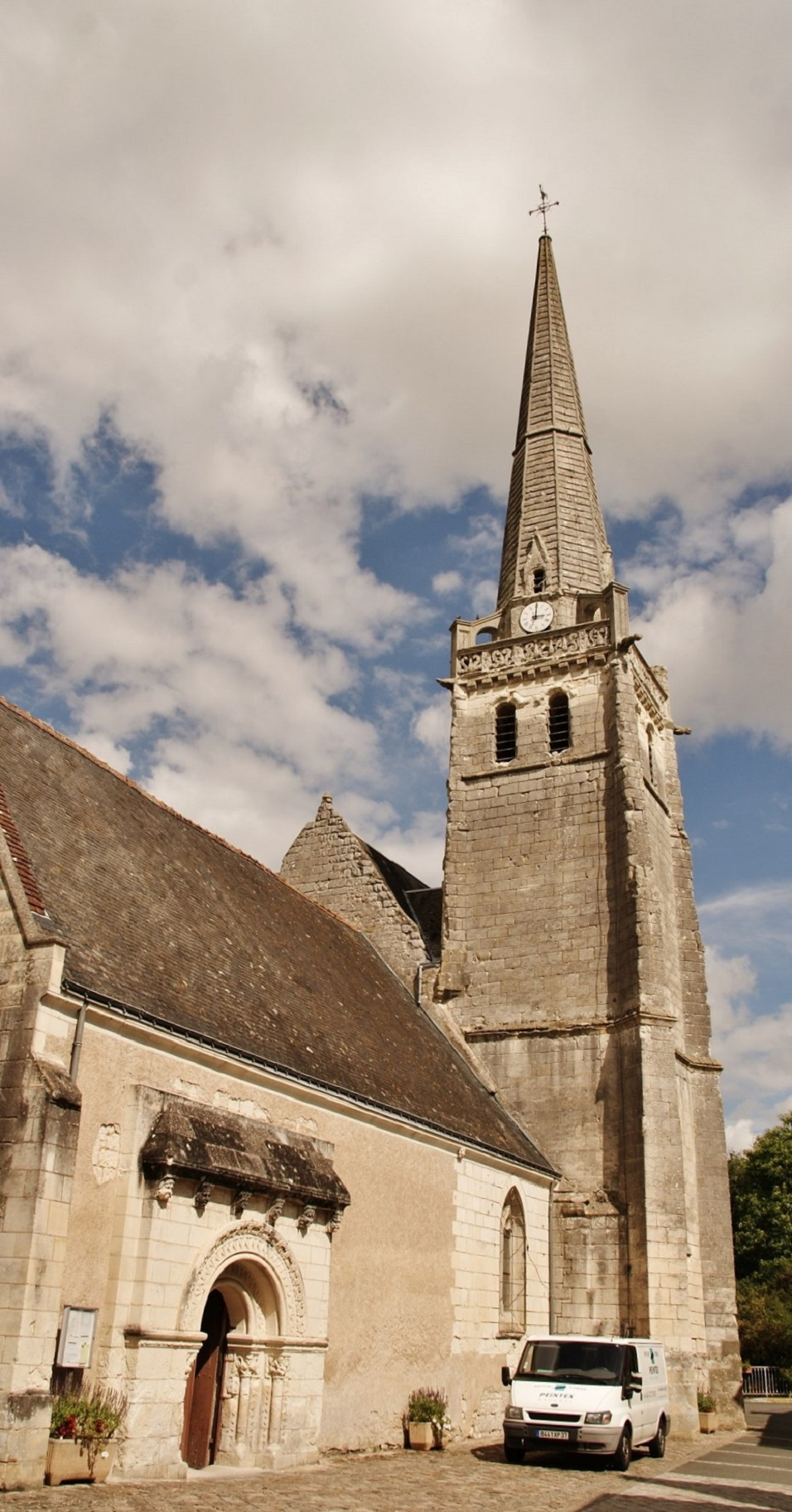
L'église Saint-Perpet de Neuil.

Église paroissiale Saint-Perpet à Neuil.
Adresse : Église (place de l').
Époques : XIIe, XIIIe, XVe et XVIe siècles.
Informations : Église (cad. AN 94) : inscription par arrêté du 8 avril 1971.
Propriétaire : propriété de la commune.

### Personnalités liées à la commune
- Jordi Bonàs (1937-2017), peintre expressionniste espagnol, vécut à Neuil.

### Héraldique
| Blason de Neuil | Les armes de Neuil se blasonnent ainsi : D'or aux trois aigles de gueules, chaussé losangé d'or et de gueules. Création Francine Lévêque. Adopté le 22 septembre 2007. |